# Dokomo
Domoko é um local em ruínas (conhecido como Velha Domoko) localizado na região leste do oásis de Khotan na China, cerca de 20 quilômetros ao norte do centro administrativo de Domoko, no braço sul da Rota da Seda. O sítio está localizado na região autônoma de Xinjiang.